# Melody Ludi
Melody Ludi, verheiratet Hill (* um 1958) ist eine englische Tischtennis-Nationalspielerin aus den 1970er Jahren.

## Werdegang
Den ersten internationalen Erfolg erzielte Melody Ludi bei den Junioren-Europameisterschaften 1976, als sie im Mixed mit Paul Day das Endspiel erreichte. Mit dem gleichen Mixed-Partner siegte sie 1976/77 bei der Nationalen Englischen Meisterschaft.
1977 gewann sie bei den Commonwealth-Meisterschaften den Titel im Doppel mit Karen Witt, im Mixed mit Andrew Barden kam sie auf Platz zwei. Zwei Jahre später erreichte sie bei den Commonwealth-Meisterschaften das Halbfinale. 1977 wurde sie für die Weltmeisterschaft nominiert. Dabei wurde sie mit der englischen Mannschaft Siebter.

## Privat
Melody Ludi's Großvater stammt aus der Schweiz. Sie selbst wuchs in Yorkshire auf. Im Juli 1980 heiratete sie Greg Hill und trat danach unter dem Namen Melody Hill auf.

## Turnierergebnisse
| Verband | Veranstaltung                         | Jahr | Ort           | Land | Einzel     | Doppel    | Mixed  | Team |
| ------- | ------------------------------------- | ---- | ------------- | ---- | ---------- | --------- | ------ | ---- |
| ENG     | Commonwealth Meistersch.              | 1979 | Edinburgh     | SCO  | Halbfinale |           |        |      |
| ENG     | Commonwealth Meistersch.              | 1977 | St Peter Port | GGY  |            | Gold      | Silber |      |
| ENG     | Jugend-Europameisterschaft (Junioren) | 1976 | Modling       | AUT  |            |           | Silber |      |
| ENG     | Weltmeisterschaft                     | 1977 | Birmingham    | ENG  | Qual       | letzte 32 | Qual   | 7    |